# Villanueva del Arzobispo
Villanueva del Arzobispo è un comune spagnolo di 8 576 abitanti situato nella comunità autonoma dell'Andalusia.

## Geografia fisica
Il comune è attraversato nella parte orientale dal Guadalquivir, mentre il Guadalimar ne segna il confine settentrionale.